# 鸡内金
鸡内金为中药材，雉科动物家鸡(Gallus gallus domesticus Brisson)的砂囊内壁。鸡内金一药最早出自《神农本草经》，是中药中的消食药。

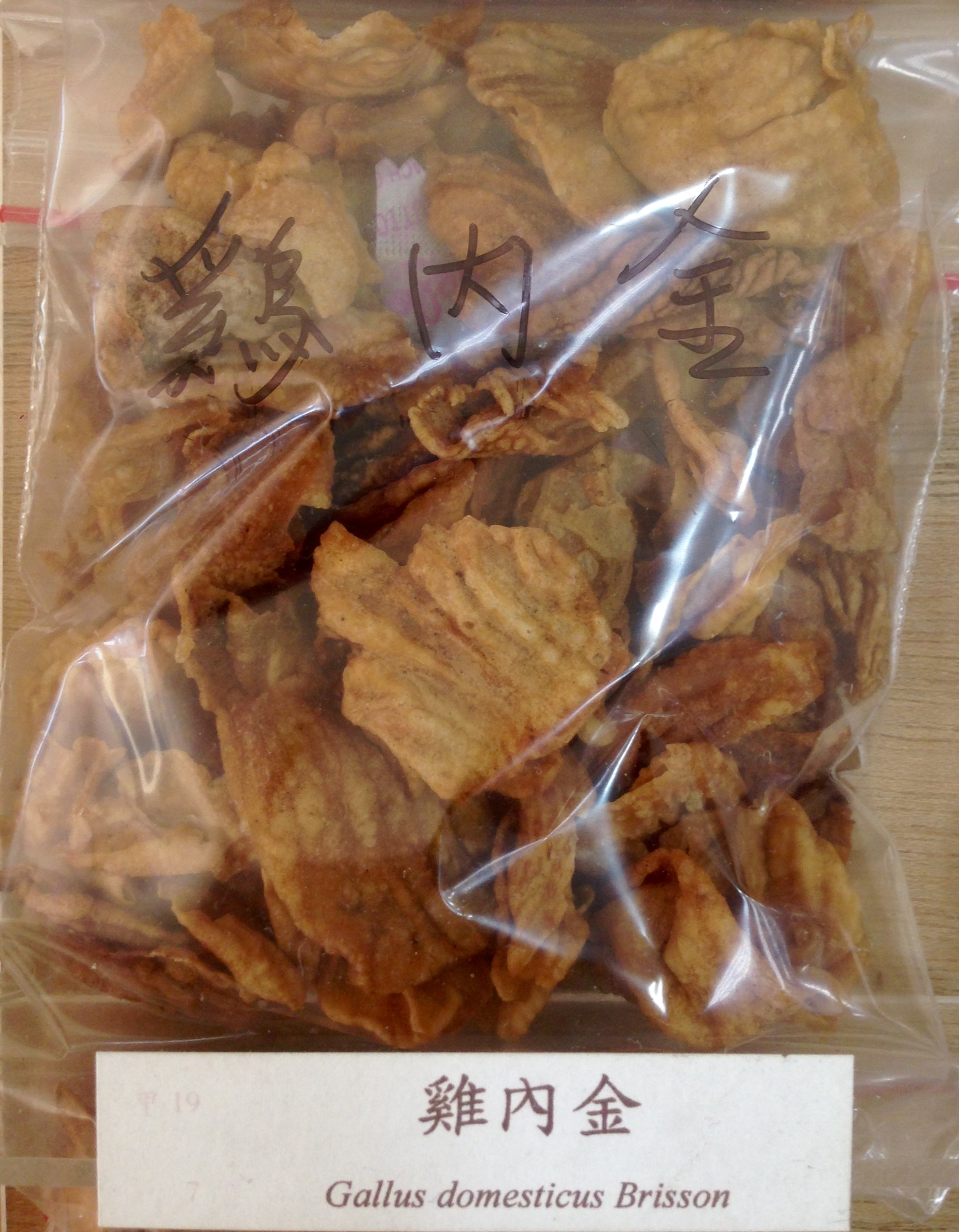
雞內金藥材

本品药性为甘、平，归足太阴脾经、足阳明胃经、手太阳小肠经、足太阳膀胱经。有消食、止遗尿以及化结石的功效。用来治疗食积不化、兼可用于遗精、遗尿和化结石等证。

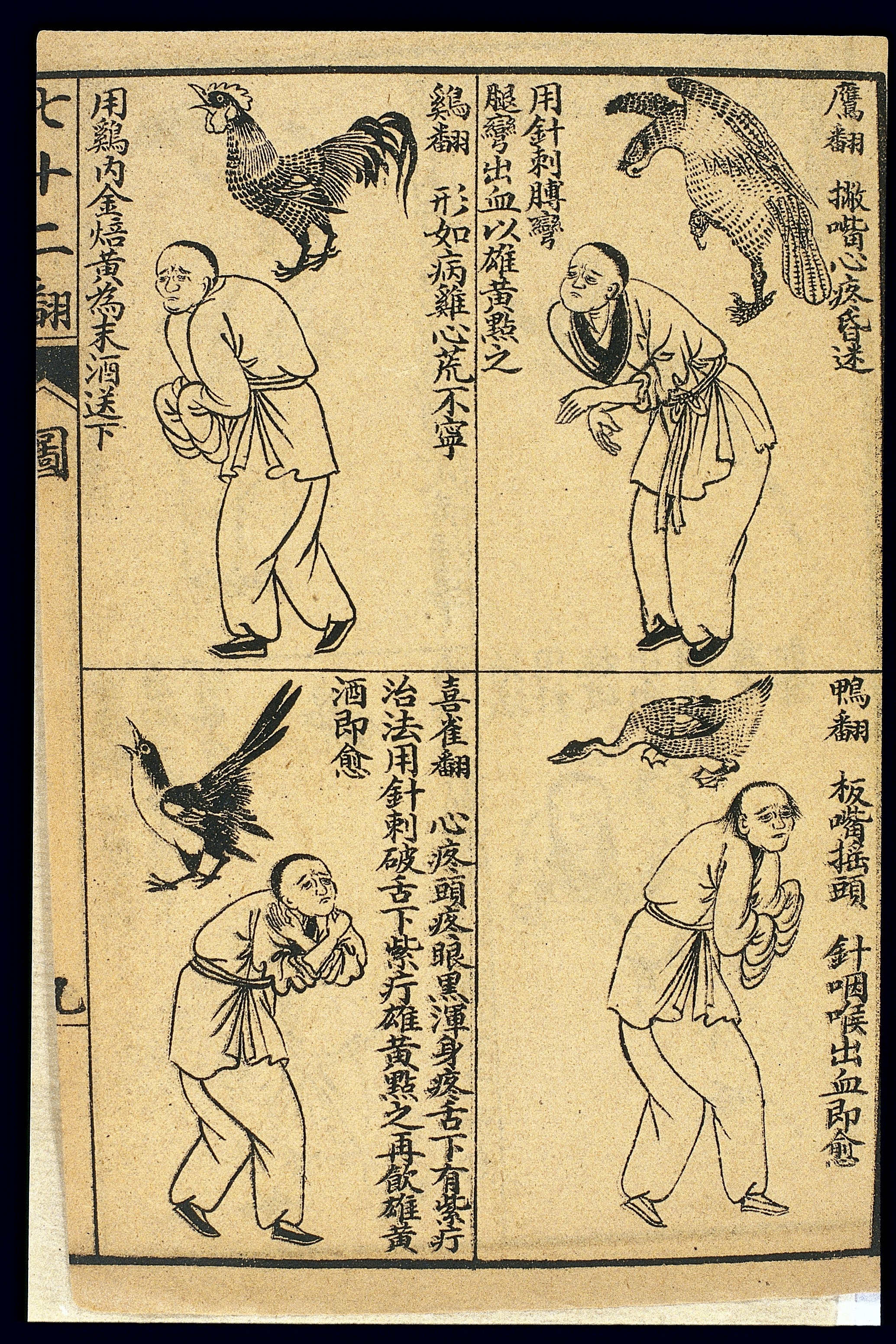
《七十二翻》紀錄鸡内金可以治病。

## 外部連結
- 雞內金 中藥材圖像數據庫  (香港浸會大學中醫藥學院) （中文）（英文）
- 雞內金 Ji Nei Jin（页面存档备份，存于） 中藥標本數據庫 (香港浸會大學中醫藥學院) （繁體中文）（英文）